# 迪冰原島峰
74°58′S 136°31′W / 74.967°S 136.517°W
迪冰原島峰（英語：Dee Nunatak）是南極洲的冰原島峰，位於瑪麗伯德地，屬於麥當勞高地的一部分，美國地質調查局根據測量和該國海軍的空中照片繪入地圖，現時由南極條約體系管理。